# Kamenín
Kamenín (Hongaars:Kéménd (Szlovákia)) is een Slowaakse gemeente in de regio Nitra, en maakt deel uit van het district Nové Zámky.
Kamenín telt 1502 inwoners.